# Rock Against Bush
 (janvier 2008).
Si vous disposez d'ouvrages ou d'articles de référence ou si vous connaissez des sites web de qualité traitant du thème abordé ici, merci de compléter l'article en donnant les références utiles à sa vérifiabilité et en les liant à la section « Notes et références ».

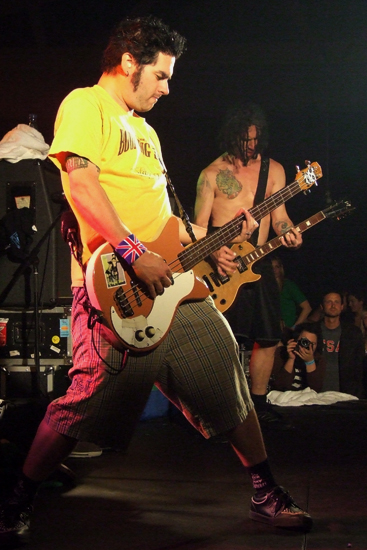
Fat Mike, initiateur de l'action, en train de jouer avec son groupe NOFX

Rock Against Bush était le nom d'un projet ayant mobilisé des musiciens, principalement de la scène skate punk et pop punk américaine, contre la campagne pour l’élection présidentielle américaine de 2004 de George W. Bush.
L'action a été lancée par Fat Mike (Michael Burkett) du groupe NOFX, inspiré en cela par la campagne Rock Against Reagan contre Ronald Reagan lors de l'élection de 1980. Ce projet s'est concrétisé en une série de concerts et des albums compilations.
Ses buts étaient d'encourager le plus de personnes, notamment des amateurs de musique punk, à se faire inscrire sur les listes électorales et à voter contre Bush. Cette action est restée vaine à la suite de l'élection finale de George W. Bush.
Les albums compilations sont sortis sur le label Fat Wreck Chords, label fondé par Fat Mike et un des plus actifs et reconnus dans le milieu de la musique punk. En outre de la participation de NOFX, quelques grands noms de la musique punk se sont associés à ce projet en offrant une chanson soit originale, soit déjà publiée sur un album précédent. On peut noter la présence de Green Day, No Doubt, Sum 41, The Offspring, Foo Fighters, Rancid, Bad Religion, Descendents, Pennywise, Jawbreaker, Lagwagon, No Use For A Name, Sick of it All, Sleater-Kinney, Good Charlotte et bien d'autres encore.

## Critiques
Le projet a reçu beaucoup de critiques de diverses parts. Les supporteurs de Bush l'attaquèrent sur le fait que certains des points reprochés à ce dernier (dans les livrets des CD ou dans le DVD) étaient soit biaisés, soit fallacieux. Certains pro-Bush allèrent même jusqu'à tenter de créer un contre-projet avec des groupes punk conservateurs contre John Kerry qui se serait appelé Crush Kerry, mais celui-ci est resté à l'état embryonnaire.
Ce projet fut également critiqué par les branches radicales et anarchistes du mouvement punk. Ceux-ci reprochaient à ce projet de finalement soutenir John Kerry en s'opposant à George W. Bush et en lui donnant un million de dollars, alors que pour eux, John Kerry n'était pas suffisamment en accord avec les idées de base du mouvement punk. Ceci fut notamment une des raisons ayant amené le groupe Propagandhi à refuser de participer à ce projet.

## Discographie
- Rock Against Bush, Vol. 1 - (20 avril 2004)
- Rock Against Bush, Vol. 2 - (10 août 2004)